# معركة شبراخيت
معركة شبراخيت (بالفرنسية: Bataille de Chebreiss)‏، تعتبر أول معركة كبيرة تخوضها حملة نابليون على مصر أثناء زحفها إلى القاهرة في 13 يوليو 1798. عندما واجه الجيش الفرنسي جيشاً عثمانياً يضم فرسان المماليك بجانب الفلاحين الذين اُقتيدوا للقتال تحت إمرة مراد بك. نظم نابليون قواته في مستطيلات للمشاة، وهو تكتيك ساعد في صد سلاح فرسان المماليك، رجع ذلك إلى حد كبير إلى عدم قدرتهم على اختراقها دون التعرض لخسائر فادحة. تزامن ذلك مع وقوع معركة بحرية في النيل، بدحر أسطول فرنسي لأسطول عثماني.

## المعركة

### المعركة البرية
نظم نابليون مشاته في مربعات، لصد فرسان المماليك الذين تقدموا على المواقع الفرنسية وتفوق عددهم بشكل كبير على الفرسان الفرنسيين. نُظمت المستطيلات من المشاة بعمق ستة إلى عشرة صفوف، وبها مجموعة صغيرة من سلاح الفرسان والأمتعة في الوسط، مع وضع المدفعية في كل زاوية. لمدة ثلاث ساعات تقريباً، طاف المماليك حول المستطيلات بحثاً عن منفذ للهجوم. بعد ذلك، عندما التقى الأسطولان الفرنسي والعثماني بعيداً عن الشاطئ، هاجم المماليك أخيراً. فصدتهم نيران المدفعية والمشاة الفرنسيين على الفور. أعاد المماليك تنظيم صفوفهم وهاجموا مستطيلات أخرى، لكن المدفعية الفرنسية والمشاة صدتهم مجدداً.
أمر نابليون قواته بشن هجوم بعد حوالي ساعة من الدفاع، لتخفيف الضغط على الأسطول الفرنسي، ودفع المماليك مرة أخرى إلى قرية إمبابة، حيث اشتبكوا فيما بعد مع نابليون في معركة الأهرامات. وهناك وضع نابليون خططه القتالية على التشكيلات المستطيلة التي استخدمها في شبراخيت.

### المعركة البحرية
هاجم أسطول المماليك المكون من سبعة زوارق حربية الأسطول الفرنسي بقيادة جان بابتيست بيريه، والمكون من ثلاثة زوارق حربية وسفينة شباك وقادس. في نفس الوقت تقريباً بدأ هجوم فرسان المماليك. بدأ أسطول المماليك، مع سبعة زوارق حربية يديرها بحارة يونانيون، في الاشتباك مع الأسطول الفرنسي. في غضون فترة وجيزة، اضطر الفرنسيون إلى التخلي عن زورقين حربيين والقادس بفعل نيران المدفعية العثمانية، ولم يتبق سوى الزورق الحربي الثالث والشباك في حالة قتالية، وكلاهما كان محملاً بالمدنيين والجنود الذين غادروا السفن الأخرى.
وظلت هذه السفن البحرية تتعرض للهجوم من أسطول المماليك، إلى جانب نيران الأسلحة الخفيفة العثمانية من الشاطئ. إلا أن سفينة فرنسية تمكنت من تسجيل إصابة في مخزن ذخيرة سفينة القيادة في أسطول المماليك، حيث اشتعلت فيها النيران وانفجرت وغرق الزورق الحربي. في هذا الوقت تقريباً، كان فرسان المماليك على وشك شن الهجوم مجدداً. لكن انفجار السفينة، جنباً إلى جنب مع الهجوم المضاد للمشاة الفرنسيين، دفع كلاً من الأسطول العثماني والقوات البرية إلى الانسحاب الكامل.

## النتيجة
مع هزيمة قوات المماليك والعثمانيين، واصل نابليون وقواته تقدمهم وحققوا انتصاراً حاسماً في معركة حاسمة بالقرب من أهرامات الجيزة.